# Монастир святої Терези (Львів)

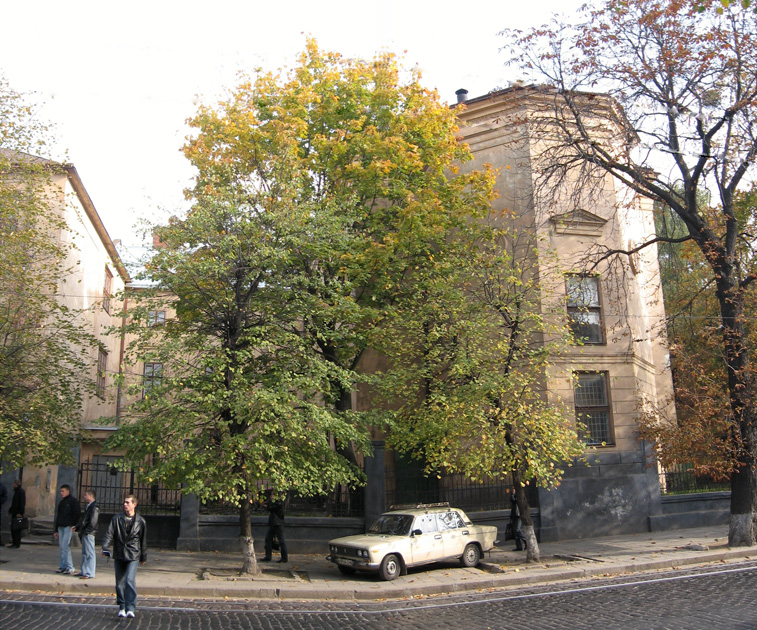
Будинок колишнього католицького монастиря Святої Терези

Монасти́р Свято́ї Тере́зи — неіснуючий нині жіночий монастир ордена Божого Провидіння (провіденціалісток) у Львові (Україна). Адреса: вулиця Бандери (у часи існування монастиря — вулиця Новий Світ, пізніше вулиця Сапєги), 32.
Монастир Святої Терези було засновано в першій половині XIX століття. У 1855 році комплекс монастиря розбудували за проектом архітектора Йозефа Франца. При монастирі існував виховний пансіон для дівчат. 
У 1941—1944 рр. в монастирському комплексі розміщувалася німецька військова частина.
До комплексу монастиря провіденціалісток входила каплиця Святої Терези, вівтарна частина якої збереглася досі. Келії самого монастиря використовуються як один із навчальних корпусів Львівської політехніки.